# اخلاق هوش مصنوعی
اخلاق هوش مصنوعی (به انگلیسی: Ethics of artificial intelligence) بخشی از اخلاق تکنولوژی است که به صورت خاص به ربات و هوش مصنوعی مربوط می‌شود، و بیشتر راجع به نحوه رفتار و عملکرد انسان با هوش مصنوعی و بالعکس آن است. در اخلاق هوش مصنوعی به بررسی حقوق ربات‌ها و درستی یا نادرستی بر جایگزین شدن آن‌ها در نقش‌های انسانی می‌پردازیم.

## اصول اخلاقی ماشین
اخلاق ماشین(یا اخلاقیات ماشینی) حوزه ای تحقیقاتی است که مسئله اش طراحی عامل های اخلاقی مصنوعی، ربات ها یا کامپیوتر های با هوش مصنوعی است که به‌طور اخلاقی رفتار میکنند. برای به حساب آوردن ذات و طبیعت این عامل ها، پیشنهاد شده است که ایده های فلسفی خاصی در نظر گرفته شوند، مثلا دسته بندی های استاندارد عاملیت، عاملیت عقلانی، عاملیت اخلاقی و عاملیت مصنوعی، که به مفهوم عامل های اخلاقی مصنوعی مرتبط اند.
در حال حاضر حول انجام آزمایش هایی برای دیدن اینکه آیا هوش مصنوعی توانایی تصمیم گیری اخلاقی دارد یا نه، مباحثاتی وجود دارد. آلن وینفیلد معتقد است که آزمایش تورینگ ایراد دارد و سطح نیازمندی های آن برای اینکه یک هوش مصنوعی در آن قبول شود پایین است. یک آزمایش جایگزین پیشنهادی آزمایش اخلاقی تورینگ است، که با انتخاب چند قاضی برای تصمیم گیری درمورد اینکه هر تصمیم هوش مصنوعی اخلاقی است یا نه، آزمایش فعلی را بهبود می بخشد. هوش مصنوعی نورومورفیک می تواند یک راه ساختن ربات های اخلاق مدار باشد، زیرا هدف آن پردازش اطلاعات به مانند انسان ها، به‌طور غیر خطی و به همراه میلیون ها نورون مصنوعی به هم متصل است.
به‌طور مشابه، تقلید مغزیِ کلی(اسکن کل ساختار مغز و شبیه سازی آن در سخت افزار دیجیتالی) اصولا باید منجر به ساخت ربات های انسان نما شود که در نتیجه، توانایی کنش اخلاقی دارند. همین‌طور مدل های زبانی بزرگ می توانند قضاوت های اخلاقی انسان را تخمین بزنند. به‌ناچار چنین چیزی درمورد محیطی که این ربات ها در آن درباره ی جهان یاد می گیرند و اینکه اخلاقیات چه کسی را به ارث می برند، پرسش و مسئله را طرح می کند. یا این سؤال که آیا آن ها ضعف های انسانی را هم در خود توسعه می دهند؟ ضعف هایی مانند خودخواهی، رویکرد بقامحورانه ی شدید، عدم انسجام، عدم حساسیت به مقیاس و غیره.
در کتاب "ماشین های اخلاقی: آموزش درست و غلط به ربات ها"، وندل والاک و کولین الن نتیجه می گیرند که تلاش ها برای آموزش درست و غلط به ماشین ها، احتمالا باعث پیشرفت فهم ما از اصول اخلاقی انسانی می شود که این از طریق انگیزه بخشیدن به انسان ها برای شناسایی حفره های تئوری اخلاق هنجاری و فراهم آوردن جایگاهی برای آزمون و خطا صورت می گیرد. به عنوان مثال، نظریه پردازان اخلاق هنجاری را به مسئله ای جنجالی حول انتخاب اینکه کدام یک از الگوریتم های یادگیری به خصوص ماشین باید استفاده شود معرفی کرده است. نیک باستروم و الیزر یودکوفسکی استدلال میکنند که برای تصمیم های ساده، درخت های تصمیم واضح تر از شبکه های عصبی و الگوریتم های ژنتیک هستند. در حالی که کریس سنتوس-لنگ به نفع یادگیری ماشین استدلال می کند. استدلال او بر این مبنا است که باید به هنجار های هر نسل این اجازه را داد که تغییر کنند و اینکه شکست طبیعی در ارضای کامل این هنجار های به خصوص، در کمتر آسیب پذیر کردن انسان ها نسبت به هکر های تبهکار ضروری و حیاتی است.

## روباتیک
اصطلاح «رباتیک» در سال ۲۰۰۲ ابداع شد. با اشاره به سیرت ساختن، شکل دادن، رفتار کردن و استفاده کردن از ربات‌ها. و به عبارت دیگر دربارهٔ این که چگونه ربات‌ها می‌توانند برای انسان‌ مفید یا مضر باشند صحبت می‌کند. بنابر پیش‌بینی و با توجه به روند زیاد شدن تعداد ربات‌ها گمان می‌رود که تا سال ۲۰۳۰ تعداد ربات‌ها به شکل قابل توجهی زیاد شود همان‌طور که رشد ۲۴ درصدی را در سال ۲۰۱۴ در تعداد ربات‌ها مشاهده شد.

### حقوق ربات‌ها
حقوق ربات‌ها انتظار اخلاقی آن‌ها در قبال جامعه و دیگر ماشین‌ها است و به مانند حقوق بشر یا حقوق حیوانات می‌باشد و ممکن است شامل حق زندگی، آزادی، آزادی اندیشه، آزادی بیان و برابری در برابر قانون باشد. این موضوع توسط اندیشکده موسسه‌ای برای آینده  و  وزارت تجارت و صنعت انگلستان در حال پیگیری است.
کارشناسان اختلاف نظر دارند که آیا قوانین خاص و دقیق به زودی مورد نیاز خواهد بود یا با آسودگی در آینده دور می‌توان به آن فکر کرد. گلن مک گی گفته بود به نظر می‌رسد تا سال ۲۰۲۰ ممکن است به اندازه کافی روبات انسان نما وجود داشته باشد. ری کورزویل تاریخ احتمالی این واقعه را در سال ۲۰۲۹ می‌بیند. گروه دیگری از دانشمندان در جلسه ای در سال ۲۰۰۷ به این نتیجه رسیدند که حداقل ۵۰ سال طول خواهد کشید تا بشر بتواند سیستمی با هوش سطح بالا تولید کند و موجودات هوشمند انسان ساز وجود داشته باشند.
قوانین سال ۲۰۰۳ مسابقه جایزه لوبنر به صراحت این مشکل را دربارهٔ مالکیت و حقوق ربات‌ها مطرح کرده بود:

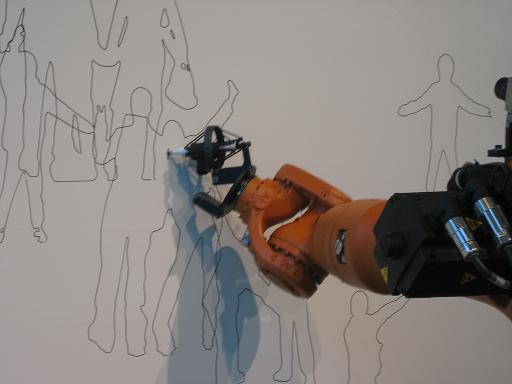
یک ربات نقاش که می‌تواند در آینده جایگزینی برای نقاش‌های انسانی باشد

قانون شماره ۶۱. اگر در هر سالی، یک پروژه نرم‌افزار متن باز وارد شده از طرف دانشگاه سوری یا دانشگاه کمبریج برنده مدال نقره یا مدال طلا شود، آنگاه مدال و جایزه نقدی مسابقه به افرادی اهدا خواهد شد که مسئولیت توسعه آن پروژه یا نرم‌افزار را داشته‌اند. اگر هیچ فردی به این عنوان تشخیص داده نشد یا اختلاف نظری میان تعداد دو یا بیشتر کاندیدا برای مسئول بودن پروژه وجود داشت. مدال و جایزه نقدی نگه داشته خواهد شد تا زمانی که آن پروژه به صورت قانونی دارای صاحب شود و آنگاه مدال و جایزه به صورت قانونی اهدا خواهد شد.

## تهدید انسان

### تهدیدحریم خصوصی
الکساندر سولژنیتسین در رمان اولین دایره تکنولوژی تشخیص گفتار را توصیف کرد که در خدمت حکومت استبدادی بود و مکالمات انسان‌ها را تهدید می‌کرد. اگر یک برنامه هوش مصنوعی وجود داشته باشد که توانایی درک طبیعی زبان و گفتار (مثلاً زبان انگلیسی) را داشته باشد پس به صورت نظری با قدرت پردازش مناسب می‌تواند به هر مکالمه تلفنی گوش بدهد و هر ایمیلی را در جهان بخواند و آن را درک کند و به برنامه اپراتور دقیقاً آنچه گفته شده‌است و دقیقاً آن کس که آن را گفته‌است را گزارش دهد. برنامه هوش مصنوعی مانند این مورد می‌تواند به دولت‌ها یا نهادها کمک کند تا مخالفان خود را سرکوب کنند و کاملاً یک تهدید برای حریم خصوصی محسوب می‌شود.

### تهدید نسل بشر
همان‌طور که در بسیاری از فیلم‌ها و داستان‌های علمی تخیلی دیده می‌شود. همواره فکر تهدید نسل بشر توسط ربات‌ها در هنگام بلوغ فکری و هوشی آن‌ها بعد از مطرح شدن هوش مصنوعی وجود داشته. اما بعد از انتشار برخی از پیشبینی‌ها مانند جایگزین شدن ۴۵ درصدی سربازان انسانی نظامی به سربازان ربات تا سال ۲۰۲۵ این نگرانی‌ها شکل جدی تری به خود گرفت. از آن جا که تا سال ۲۰۳۰ احتمال دارد درصد بسیار زیادی از کارگران و مجریان اجتماع ربات‌ها باشند در صورت شورش یا اغتشاشی از جانب آن‌ها ممکن است نسل و نژاد انسان به خطر بی افتد. در این صورت شاید باید قوانینی مبنی بر محدود کردن دایره تفکر، احساس، خودمختاری و آزادی ربات‌ها بنا گذاشت.

### تهدید کرامت انسانی
یوسف ویزینبام در سال ۱۹۷۶ بیان کرد که تکنولوژی هوش مصنوعی نباید به جای انسان در موقعیت‌های که نیاز به توجه و مراقبت و احترام دارند استفاده شوند مانند هر یک از این موارد:
- یک نماینده خدمات مشتری (در حال حاضر از تکنولوژی هوش مصنوعی برای تلفن‌های گویا استفاده می‌شود)
- یک درمانگر
- دایه برای افراد مسن یا کودکان
- یک سرباز
- یک قاضی
- یک افسر پلیس

ویزینبام توضیح می‌دهد که ما در این موقعیت‌ها نیاز به احساس همدلی و درک متقابل از فرد داریم. اگر در این کارها ماشین‌ها جای انسان را بگیرند ما خود را نسبت به آن‌ها بیگانه می‌دانیم، احساس کم ارزشی و فرسودگی می‌کنیم. هوش مصنوعی اگر در این راه استفاده شود یک تهدید برای کرامت انسانی محسوب می‌شود.
پاملامککوردوک در هنگام سخنرانی با زنان بیان کرد "من می‌خواهم شانسم را با یک کامپیوتر بی طرف امتحان کنم " که به این اشاره می‌کرد که قضاوت یک کامپیوتر به عنوان یک قاضی یا پلیس بی‌طرف است و غرایز انسانی در آن دیده نمی‌شود. بنیان‌گذار هوش مصنوعی جان مک کارتی نتیجه‌گیری اخلاقی ویزینبام را نقد می‌کند. "هنگامی که اخلاقیات انسان مبهم و ناکامل است، موجب می‌شود که گاهی استبداد را فرا خواند ".
بیل هیبارد می‌نویسد: «کرامت انسانی مستلزم آن است که ما برای خلاص شدن از جهل نسبت به موجودات جهان تلاش کنیم و هوش مصنوعی برای این تلاش لازم است.»

## شفافیت ومتن باز
بیل هیبارد می‌گوید که به دلیل این که هوش مصنوعی تأثیر عمیقی بر انسانیت دارد، بنابراین توسعه دهندگان هوش مصنوعی نماینده انسانیت در آینده هستند و به همین دلیل باید تعهد اخلاقی آن‌ها در تلاششان به وضوح مشخص باشد. بن گویرتزل و دیوید هارت OpenCog را به عنوان یک منبع باز برای توسعه هوش مصنوعی ایجاد کردند. OpenAI یک شرکت تحقیقاتی هوش مصنوعی غیرانتفاعی ایجاد شده توسط ایلان ماسک، سام آلتمن و افرادی دیگر است که به منظور توسعه هوش مصنوعی به صورت منبع باز برای بهبود آینده بشریت فعالیت می‌کند. و همچنین تعداد بسیار زیادی شرکت‌های منبع باز دیگر برای این اهداف وجود دارند.